# SMS Erzherzog Franz Ferdinand
O SMS Erzherzog Franz Ferdinand foi um couraçado pré-dreadnought operado pela Marinha Austro-Húngara e a primeira embarcação da Classe Radetzky, seguido pelo SMS Radetzky e SMS Zrínyi. Nomeado em homenagem ao arquiduque Francisco Fernando, sua construção começou em setembro de 1907 nos estaleiros da Stabilimento Tecnico Triestino e foi lançado ao mar um ano depois, sendo comissionado na frota austro-húngara em junho de 1910. Era armado com quatro canhões de 305 milímetros montados em duas torres de artilharia duplas, possuía um deslocamento carregado de mais de dezesseis mil toneladas e conseguia alcançar uma velocidade máxima de vinte nós.
Seu serviço em tempos de paz consistiu principalmente de exercícios de rotina pelo Mar Mediterrâneo. Com o início da Primeira Guerra Mundial, o Erzherzog Franz Ferdinand participou do Bombardeio de Ancona em maio de 1915. Entretanto, teve pouco o que fazer pelo restante do conflito devido a Barragem de Otranto, permanecendo a maior parte do tempo atracado em Pola. Em outubro de 1918, com a derrota iminente, a Áustria-Hungria entregou sua frota para o Estado dos Eslovenos, Croatas e Sérvios, porém essa transferência não foi reconhecida pelo Armistício de Villa Giusti. Ele foi entregue a Itália sob os termos do Tratado de Saint-Germain-en-Laye de 1919 e em seguida desmontado.

## Características

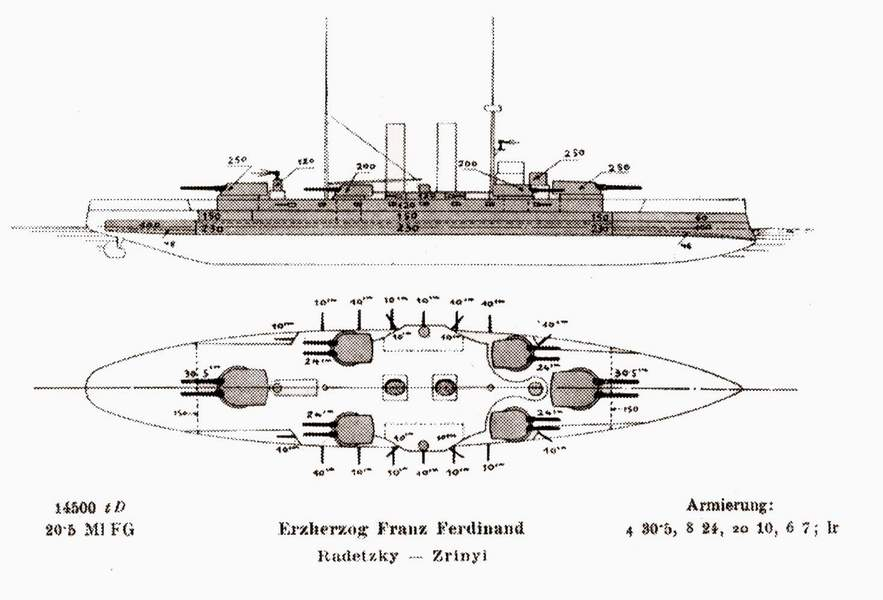
Desenho da Classe Radetzky

O Erzherzog Franz Ferdinand tinha 138,8 metros de comprimento de fora a fora, boca de 24,6 metros e calado de 8,1 metros. Possuía um deslocamento projetado de 14 741 toneladas, porém podia chegar em até 16,1 mil toneladas quando totalmente carregado com suprimentos de combate. Seu sistema de propulsão era composto por doze caldeiras Yarrow que impulsionavam dois motores de tripla-expansão com quatro cilindros, que chegavam a produzir um total de 19,8 mil cavalos-vapor (14,6 mil quilowatts) de potência. O Erzherzog Franz Ferdinand foi o primeiro navio de guerra da Áustria-Hungria a ser equipado com caldeiras que também podiam funcionar com óleo combustível. Era capaz de chegar a uma velocidade máxima de 20,5 nós (38 quilômetros por hora). Ele carregava 1 350 toneladas de carvão, o que permitia um alcance de quatro mil milhas náuticas (7,4 mil quilômetros) a uma velocidade de dez nós (dezenove quilômetros por hora).
A bateria principal do Erzherzog Franz Ferdinand consistia em quatro canhões Škoda K/10 calibre 35 de 305 milímetros montados em duas torres de artilharia duplas, uma na proa e outra na popa. Seus armamentos secundários tinham oito canhões de 240 milímetros em quatro torres duplas, enquanto a bateria terciária continha vinte canhões Škoda L/50 de cem milímetros montados em casamatas, dois canhões Škoda L/18 de 66 milímetros e quatro canhões Škoda L/44 de 47 milímetros. Uma reforma em 1917 instalou quatro canhões antiaéreos Škoda K/16 de 66 milímetros. Por fim, o couraçado foi equipado com três tubos de torpedo de 450 milímetros, dois instalados na proa e o último na popa. Sua blindagem consistia em um cinturão que ficava entre cem e 230 milímetros de espessura, enquanto atrás ficava uma antepara de torpedos de 54 milímetros. O convés era protegido por uma blindagem de 48 milímetros. As torres principais eram blindadas com laterais de 250 milímetros e tetos de sessenta milímetros, já as torres secundárias tinham laterais de duzentos milímetros e tetos de cinquenta milímetros. As casamatas eram protegidas por 120 milímetros.

## História

### Construção

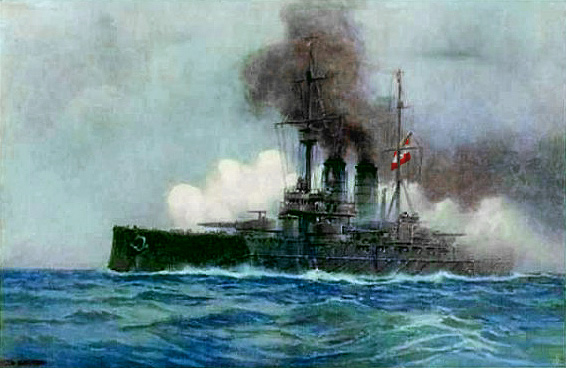
Um cartão postal de 1908 do Erzherzog Franz Ferdinand em seus testes marítimos

O Erzherzog Franz Ferdinand foi construído pela Stabilimento Tecnico Triestino em Trieste. Seu batimento de quilha aconteceu no dia 12 de setembro de 1902 e ele foi lançado ao mar em 8 de setembro do ano seguinte. A madeira de teca usada em seu convés foi o único material que a Áustria-Hungria comprou fora do país para construí-lo. Ele foi rebocado para Muggia um mês depois do lançamento para que fosse finalizado. O navio acabou se soltando de suas amarras durante uma noite de grande tempestade; como não havia tripulantes a bordo, o Erzherzog Franz Ferdinand ficou à deriva por várias horas até finalmente encalhar perto de Izola. A Marinha Austro-Húngara o localizou na manhã seguinte e iniciou os trabalhos para reflutuá-lo. Sua finalização foi atrasada por uma greve de soldadores em 1908 e depois por uma greve de rebitadores em 1909. O Erzherzog Franz Ferdinand foi o primeiro membro da Classe Radetzky a ser completado e foi comissionado na frota austro-húngara em 5 de junho de 1910.

### Tempos de paz
O navio foi designado para integrar a 1ª Esquadra de Batalha da Marinha Austro-Húngara, sob o comando do contra-almirante Alois von Kunsti. O Erzherzog Franz Ferdinand, juntamente com seu irmão SMS Radetzky e o SMS Erzherzog Ferdinand Max, partiu em 28 de fevereiro de 1911 para um cruzeiro pelo Mediterrâneo Oriental. Eles passaram pelos portos de Argostoli, Cefalônia, Vólos, Salonica, Cavala, Esmirna, Zacinto e Corfu entre 3 de março e 26 de abril. Enquanto estavam em Corfu, no dia 25 de abril, o comandante da flotilha austro-húngara, seu estado-maior e o comandante do Erzherzog Franz Ferdinand foram recebidos pelo imperador Guilherme II da Alemanha, que depois visitou o couraçado pessoalmente. As embarcações retornaram para casa quatro dias depois. O arquiduque Francisco Fernando, herdeiro do trono austro-húngaro e homônimo do navio, comandou manobras de treinamento a bordo do couraçado entre 22 e 26 de agosto perto de Zara.
O Erzherzog Franz Ferdinand partiu em outro cruzeiro de treinamento pelo Mediterrâneo Oriental em 1912, desta vez na companhia de seus dois irmãos. Os três couraçados mais o contratorpedeiro SMS Streiter deixaram Pola em 26 de março e seguiram para a Grécia. Eles primeiro pararam em Fasana e depois em diversos portos gregos pelo Mar Jônico; em Patras eles se juntaram ao cruzador blindado SMS Kaiserin und Königin Maria Theresia e depois passaram por Corinto, Itea, Navarino, Zacinto, Argostoli e Cefalônia. Toda a força retornou para a Áustria-Hungria no dia 28 de abril. Os três couraçados da Classe Radetzky, juntamente com o cruzador de reconhecimento SMS Admiral Spaun, o cruzador protegido SMS Aspern e mais dois contratorpedeiros da Classe Huszár, partiram em 4 de novembro para um cruzeiro pelo Levante, ao mesmo tempo que visitaram regiões devastadas pelas Guerras dos Balcãs. O Erzherzog Franz Ferdinand, o Radetzky e os contratorpedeiros se separaram dos navios restantes em 8 de novembro e seguiram para Esmirna, onde permaneceram até o dia 24. O couraçado acabou voltando sozinho para Pola em 28 de novembro.

### Guerra dos Bálcãs
O Erzherzog Franz Ferdinand e seus irmãos participaram em 1913 de uma demonstração naval internacional no Mar Jônico em protesto a Primeira Guerra Balcânica. Navios de outras marinhas incluíram o couraçado pré-dreadnought britânico HMS King Edward VII, o couraçado pré-dreadnought italiano Ammiraglio di Saint Bon, o cruzador blindado francês Edgar Quinet e o cruzador rápido alemão SMS Breslau. A ação mais importante realizada pela flotilha combinada, que estava sob o comando do almirante britânico Cecil Burney, foi o bloqueio do litoral de Montenegro. O objetivo do bloqueio era impedir que reforços sérvios apoiassem o Cerco de Escodra, onde os montenegrinos estavam sitiados por uma força albanesa e otomana. Devido à pressão gerada pelo bloqueio, a Sérvia recuou seu exército de Escodra, que foi ocupada por uma força aliada.
As três embarcações da Classe Radetzky deixaram a base naval de Pola em 19 de março de 1913 e chegaram na cidade montenegrina de Meljine, na entrada da Baía de Cátaro, dois dias depois. Em conexão ao bloqueio internacional do litoral montenegrino, os couraçados austro-húngaros seguiram para Antivari em 2 de abril, em seguida se deslocando para a foz do rio Bojana no dia seguinte, onde os outros navios estrangeiros da força de protesto estavam esperando. O Erzherzog Franz Ferdinand separou-se do grupo e ficou estacionado no vilarejo de San Giovanni di Medua entre 16 e 22 de abril. O navio fez uma breve passagem pela base de Teodo e depois retornou para San Giovanni di Medua, permanecendo estacionado no local até o dia 12 de maio, depois do qual ficou atracado no estuário do Bojana até 14 de junho. Ele retornou para Pola no dia seguinte.
Os primeiros hidroaviões usados em combates, da fabricante francesa Donnet-Lévêque, foram operados do Erzherzog Franz Ferdinand e seu dois irmãos durante o bloqueio. Entretanto, a Marinha Austro-Húngara não ficou satisfeita com seus desempenhos, pois os navios não tinham espaço suficiente, além da falta de guindastes por onde poderiam facilmente içar os aviões de volta para o convés. As aeronaves foram depois transferidas para um espaço da marinha em Teodo. Os novos couraçados dreadnought da Classe Tegetthoff começaram a entrar em serviço em 1913 e os navios da Classe Radetzky foram transferidos para a 2ª Divisão da 1ª Esquadra.

### Primeira Guerra

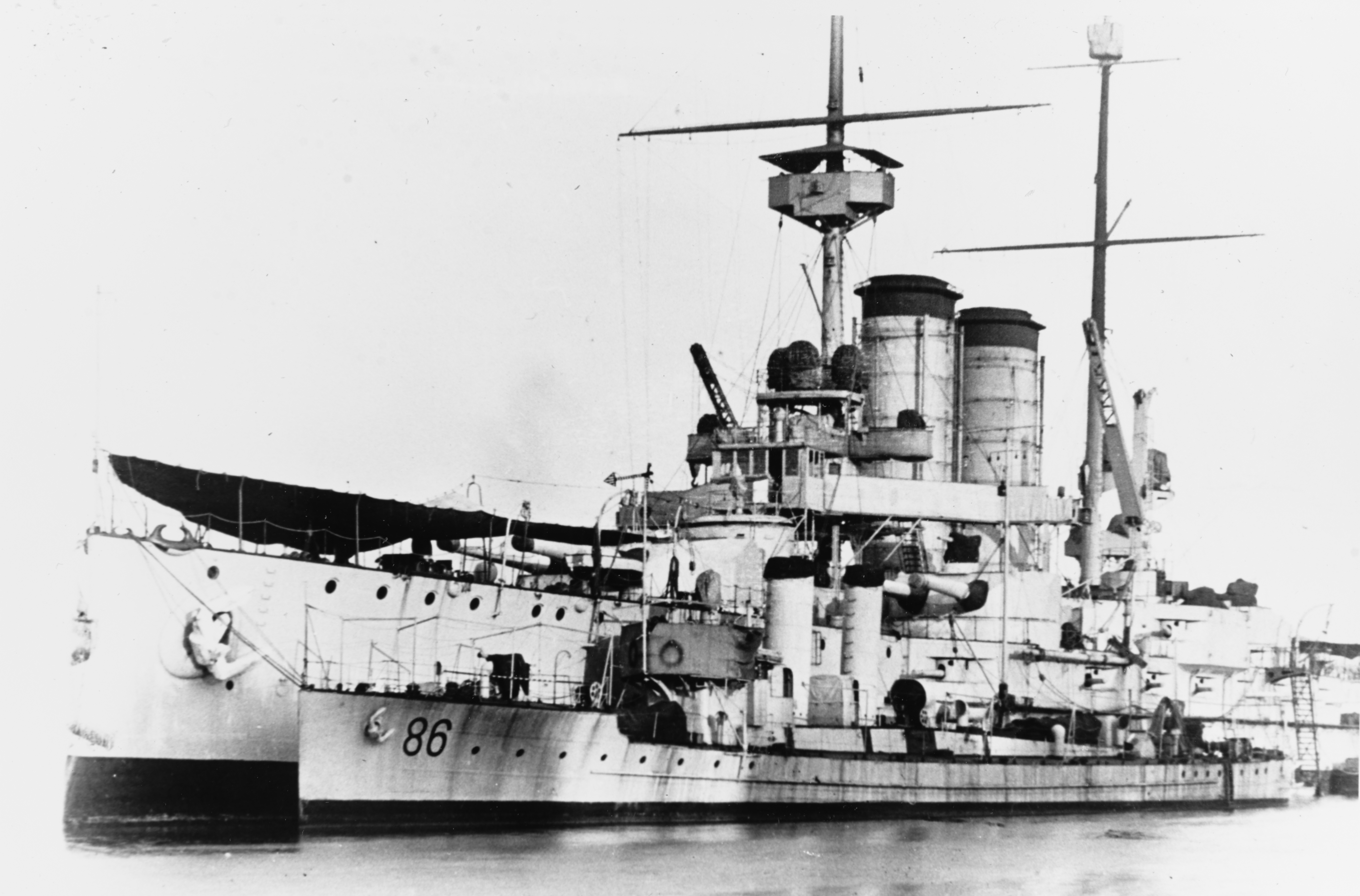
O Erzherzog Franz Ferdinand junto com o barco torpedeiro SMS 86 F

O arquiduque Francisco Fernando foi assassinado em 28 de junho de 1914 no evento que causou o início da Primeira Guerra Mundial. Na época, os couraçados da Marinha Austro-Húngara consistiam na Classe Radetzky, nos dreadnoughts da Classe Tegetthoff e nos pré-dreadnoughts mais antigos das classes Habsburg e Erzherzog Karl. Junto com o restante da frota, o Erzherzog Franz Ferdinand foi mobilizado no final de julho com o objetivo de apoiar a fuga dos cruzadores alemães Breslau e SMS Goeben. As duas embarcações partiram de Messina, na Itália, que estava cercada por navios britânicos, e foram para o Império Otomano. A flotilha austro-húngara navegou até Brindisi e depois retornaram para casa, sem nunca terem entrado em combate.
Em 23 de maio de 1915, apenas algumas horas depois da Itália ter declarado guerra contra a Áustria-Hungria, o Erzherzog Franz Ferdinand e o resto da frota deixaram a base naval de Pola com o objetivo de bombardear o litoral italiano. Seu foco era o importante centro militar da cidade de Ancona. O ataque foi realizado na manhã do dia seguinte sem nenhum tipo de resistência e foi um grande sucesso. O bombardeio da província de Ancona infligiu enormes danos para a infraestrutura portuária de Ancona e cidades vizinhas, com o pátio ferroviário e instalações portuárias tendo sido danificadas ou destruídas. Baterias terrestres também foram desabilitadas. Alvos adicionais incluíram molhes, armazéns, tanques de combustível, estações de rádio e alojamentos militares. No total, 63 civis e militares italianos foram mortos na ação. Navios italianos partiram de Brindisi e Taranto para interceptarem os agressores, porém a frota austro-húngara já tinha voltado para Pola quando essas embarcações chegaram em Ancona.
O objetivo do bombardeio era retardar o Exército Real Italiano na implementação de suas forças ao longo da fronteira com a Áustria-Hungria, realizando isto por meio da destruição de sistemas de transporte. O ataque surpresa contra Ancona conseguiu retardar por duas semanas a implementação italiana na fronteira. Essa atraso deu à Áustria-Hungria tempo precioso para fortalecer suas forças na fronteira e transferir algumas de suas tropas dos frontes oriental e balcânico. O único dano que o Erzherzog Franz Ferdinand sofreu nesse período ocorreu quando ele colidiu com um contratorpedeiro em 30 de maio em Pola, enquanto os dois estavam tentando evitar um ataque aéreo italiano.
Com exceção do ataque contra Ancona, a força principal da Marinha Austro-Húngara passou toda a duração da guerra atracada em Pola. Suas operações foram limitadas pelas estratégias do grande almirante Anton Haus, o Comandante da Marinha, que acreditava que ele deveria proteger os navios caso a Itália atacasse a costa da Dalmácia. Como o escasso carvão era priorizado para os couraçados da Classe Tegetthoff, o Erzherzog Franz Ferdinand e o restante da Marinha Austro-Húngara atuaram como uma frota de intimidação até o final da guerra. Isto foi reforçado pela Barragem de Otranto imposta pelos Aliados. Haus, com uma escassez de carvão e suas forças impedidas de deixarem o Mar Adriático, baseou sua estratégia naval na colocação de minas navais e ataques de u-boots para tentar reduzir a superioridade numérica do inimigo.

### Pós-guerra
Em outubro de 1918, com a Áustria-Hungria a beira da derrota, o governo tentou transferir a maior parte de sua frota para o Estado dos Eslovenos, Croatas e Sérvios, porém essa transferência não foi reconhecida pelos termos do Armistício de Villa Giusti, que encerrou o conflito entre italianos e austro-húngaros. A Itália originalmente queria tomar o controle dos três dreadnoughts sobreviventes da Classe Tegetthoff, porém mergulhadores italianos conseguiram afundar o SMS Viribus Unitis três dias antes do armistício entrar em vigor. O Erzherzog Franz Ferdinand acabou sendo entregue em seu lugar, com a embarcação sendo desfilada em Veneza em março de 1919 como prêmio de guerra. Ele foi formalmente cedido à Itália sob os termos do Tratado de Saint-Germain-en-Laye e acabou desmontado em 1926 enquanto ainda estava sob custódia italiana.